# Съезжинская улица
Съе́зжинская у́лица — улица в Петроградском районе Санкт-Петербурга. Проходит от Большого проспекта Петроградской стороны до Кронверкского проспекта. На северо-запад продолжается улицей Красного Курсанта.

## История возникновения
Возникновение Съезжинской улицы относится к началу XVIII века. На этой улице были расположены казармы Белозерского полка. Застройка улицы была малоэтажной: в основном это были одно-двухэтажные дома, преимущественно деревянные.
Географически Съезжинская улица ориентирована на шпиль Петропавловского собора, находящегося на территории близлежащей Петропавловской крепости.
В плане Комиссии о Санкт-Петербургском строении от 1738 года имеется решение назвать эту улицу Задней Никольской по приделу Николая Чудотворца в церкви Успения Пресвятой Богородицы (в настоящее время на её месте расположен Князь-Владимирский собор). Определение «задняя» связано с тем, что эта улица в ряду двух других Никольских, располагавшихся рядом (современные улица Блохина и Зверинская улица), была дальше них от церкви.
В итоге первоначально улица была названа Малой Белозерской (Большой Белозерской называлась современная улица Воскова), затем недолгое время называлась 2-й Введенской (по расположенной вблизи Введенской церкви; ближайшая к церкви улица называлась Большой Введенской, дальше параллельно следовали 1-я Введенская и 2-я Введенская). Современное название официально было установлено в 1861 году Городской думой, хотя фактически улица носит это название с 1786 года. Прежде всего название улицы связано с тем, что на ней в современном доме № 2 был расположен съезжий дом Петербургской части, который одновременно выполнял функции полицейского участка, пожарной части и тюрьмы.

## Инфраструктура улицы
Инфраструктура улицы развивалась плохо, поскольку район считался окраинным. Сообщение с центром города практически отсутствовало: на Петроградскую сторону с Васильевского острова вел один лишь Тучков мост. Однако после введения конки (1870 год) и запуска трамвая (1914 год) район стал стремительно застраиваться.

## Застройка и границы
- Первоначально Съезжинская улица начиналась от Большой Пушкарской и была на один квартал короче, чем в настоящее время.
- В 1836 году удлинилась до Малого проспекта, выходя в створ нынешнего Съезжинского переулка.
- В 1849 году улица вновь сократилась и стала начинаться от Большой Пушкарской.
- В 1860 году улица протянулась до Большого проспекта и обрела тем самым современные границы.
- Основная застройка улицы началась с конца XIX века. В основном дома построены в стилях эклектика и модерн.

## Достопримечательности
| Номер дома                                                     | Описание | Архитектор | Год постройки                                                     | Изображение         | Статус                                     |  |
| -------------------------------------------------------------- | --- | --- | ----------------------------------------------------------------- | ------------------- | ------------------------------------------ |  |
| № 1 / Большой проспект, № 9                                    | Доходный дом И. Ф. Бурмейстера | Е. Т. Цолликофер | 1840                                                              |                     | Объект культурного наследия № 7831451000 · |  |
| № 2 / Большой проспект, № 11                                   | Съезжий дом и пожарная часть Петербургской части (совр. 5-й отряд противопожарной службы по Санкт-Петербургу). Одно из старейших зданий улицы. | Р. Б. Бернгард (перестройка), Ф. К. фон Пирвиц (расширение)                                                                                              | 1827, перестраивалось в 1860 и 1884 годах. Каланча не сохранилась |                     | Объект культурного наследия № 7802466001 · |  |
| № 3                                                            | Особняк В. В. Тиса | К. К. Шмидт | 1897—1898                                                         |                     | Объект культурного наследия № 7831407000 · |  |
| № 4                                                            | Доходный дом И. И. Боргмана | Г. Д. Гримм | 1904—1905                                                         |                     | Объект культурного наследия № 7831408000 · |  |
| № 5—7 (литеры Г, Д)                                            | Склады Ф. А. Вельца | А. И. Аккерман (постройка), А. Г. Беме (восстановление, расширение)                                                                                      | 1889—1890, 1902, 1908                                             | склады Ф. А. Вельца | Объект культурного наследия № 7831409000 · |  |
| № 6 / Большая Пушкарская улица, № 2                            | Доходный дом | Л. В. Шмеллинг | 1899                                                              |                     | Объект культурного наследия № 7802702000   |  |
| № 8 / Большая Пушкарская улица, № 1                            | Доходный дом Г. Ф. Ульянова, позже доходный дом А. С. Савина                                                                                   | С. Г. Гингер | 1908—1909                                                         |                     | Объект культурного наследия № 7831318000 · |  |
| № 9 / Переулок Нестерова, № 6                                  | Доходный дом | Н. Н. Бобров | 1881                                                              |                     |                                            |  |
| № 11 / Переулок Нестерова, № 11                                | Доходный дом | А. Ф. Афанасьев (архитектор-художник), М. А. Евментьев (завершение)                                                                                      | 1903—1905                                                         |                     |                                            |  |
| № 12                                                           | Доходный дом | Д. А. Крыжановский | 1913—1914                                                         |                     |                                            |  |
| № 13                                                           | Доходный дом | П. П. Михальцев | 1865, надстроен в 1899                                            |                     |                                            |  |
| № 14                                                           | Жилой дом | В. М. Фромзель, Н. Н. Трегубов | 1969                                                              |                     |                                            |  |
| № 16                                                           | Доходный дом | Н. Б. Богуславский | 1912—1914                                                         |                     |                                            |  |
| № 16Б                                                          | Доходный дом | | 1907                                                              |                     |                                            |  |
| № 19                                                           | Доходный дом | И. Я. Брусов | 1904                                                              |                     |                                            |  |
| № 22                                                           | Доходный дом Сидоровых | А. Б. Регельсон | 1911—1913                                                         |                     | Объект культурного наследия № 7831410000 · |  |
| № 23                                                           | Доходный дом | М. И. Серов | 1909, 1980 (капитальный ремонт)                                   |                     |                                            |  |
| № 24                                                           | Доходный дом А. А. Антоновой. В кв. 26 жила математик Н. Н. Гернет.                                                                            | П. В. Резвый | 1908—1910                                                         |                     |                                            |  |
| № 25                                                           | Доходный дом | Д. Г. Фомичев | 1901                                                              |                     |                                            |  |
| № 27                                                           | Доходный дом | В. М. Орлов | 1909                                                              |                     |                                            |  |
| № 29 / Татарский переулок, № 9                                 | Доходный дом М. С. Берковского | Н. Д. Каценеленбоген | 1912—1913                                                         |                     | Объект культурного наследия № 7831411000 · |  |
| № 30 (32) / улица Благоева, № 1                                | Доходный дом | |                                                                   |                     |                                            |  |
| № 34                                                           | Доходный дом. Представительство Южной Осетии в Санкт-Петербурге и Ленинградской. области                                                       | П. О. Осипов | 1881—1882                                                         |                     |                                            |  |
| № 33                                                           | Доходный дом Л. А. Богусского и К. И. Фасси | Л. В. Богусский | 1904—1905                                                         |                     |                                            |  |
| № 37 / Кронверкский проспект, № 65                             | Доходный дом П. М. Мульханова | П. М. Мульханов | 1910                                                              |                     |                                            |  |
| № 38                                                           | Доходный дом | Н. А. Бреев | 1901, 1908                                                        |                     |                                            |  |
| № 40 / Кронверкский проспект, № 63 / улица Лизы Чайкиной, № 31 | Особняк Н. И. Радченко-Дьяконовой. Доходный дом                                                                                                | Н. М. Бихеле, К. Т. Андрущенко (надстройка и расширение), А. В. Иванов (надстройка и расширение), Л. Л. Фуфаевский (перестройка, надстройка, расширение) | 1864, 1879, 1887, 1912—1914                                       |                     |                                            |  |

## Интересные факты
- Съезжинская улица упоминается в романе Ф. М. Достоевского «Преступление и наказание». Именно на углу Съезжинской улицы и Большого проспекта Петроградской стороны покончил жизнь самоубийством Свидригайлов.
- Дом № 6 на Съезжинской улице стал известен благодаря фильму «Юность Максима»: главный герой, которого играет актёр Борис Чирков, напевает песню «Крутится, вертится шар голубой», где упоминается этот дом[4]. Также в этом доме с осени 1894 года по 1895 год на квартире В. А. Князева собирался марксистский кружок, которым руководил В. И. Ленин, о чём свидетельствует мемориальная доска.
- В домах № 16 и № 16Б жил с 1938 по 1944 год архитектор, художник, реставратор, крупнейший исследователь древнего Пскова Ю. П. Спегальский[5].
- Дом № 19 связан с именем известного оперного певца Н. Н. Рождественского, который жил здесь в 1920—1930-х годах.
- В доме № 37 жила семья поэта Александра Введенского.